# Barégeoise
La barégeoise est une race ovine française des Hautes-Pyrénées.

## Origine
C'est avec la  race lourdaise et la race Aure et Campan l'une des trois races ovines originaires des Hautes-Pyrénées. Son berceau d'élevage est le canton de Luz-Saint-Sauveur, appelé également le pays Toy. Elle est donc présente dans la vallée de Barèges, la vallée de Gèdre Gavarnie et autour de Luz-Saint-Sauveur. C'est vraisemblablement l'isolement géographique qui a conduit à sa différenciation d'avec la Lourdaise. Le livre généalogique a été créé en 1975 et est entretenu par l'Upra ovine des Pyrénées Centrales. Elle représente aujourd'hui 4 000 animaux dont 3 000 brebis et 80 béliers inscrits, élevés dans le canton de Luz-Saint-Sauveur.

## Morphologie
C'est une race ovine de taille moyenne : 70 cm pour 50-60 kg pour la brebis et 80 cm pour 75-90 kg pour le bélier. Par comparaison avec les ovins lourdais, très hauts sur pattes, la barégeoise est râblée, près du sol, et offre une meilleure conformation bouchère. Elle porte des cornes en spirale courte, moins développées que celles de la lourdaise ou de la basco-béarnaise. La toison est blanche le plus souvent, mais toujours avec nombre de sujets à robe marron ou noire, avec panachure, dans chaque troupeau.

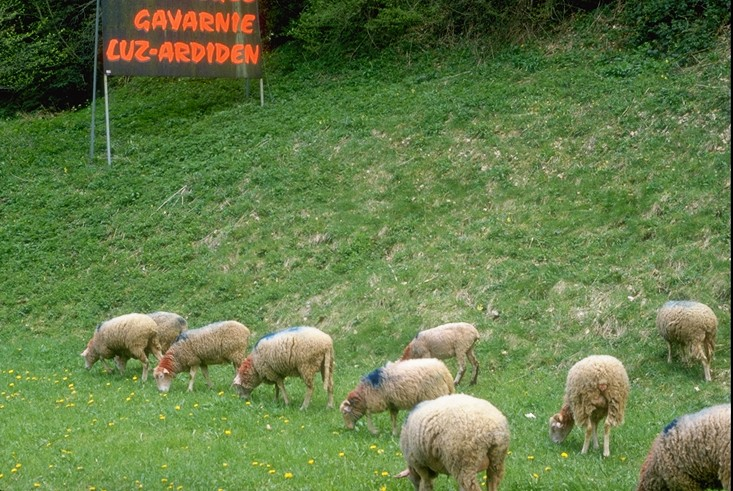
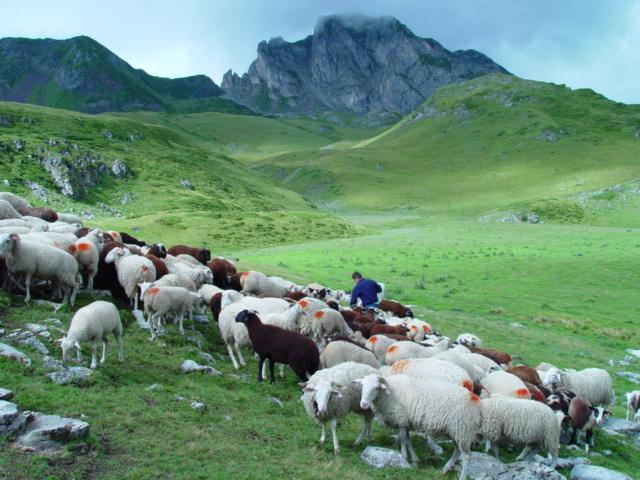
Troupeau de barégeois en estive, près de Gavarnie
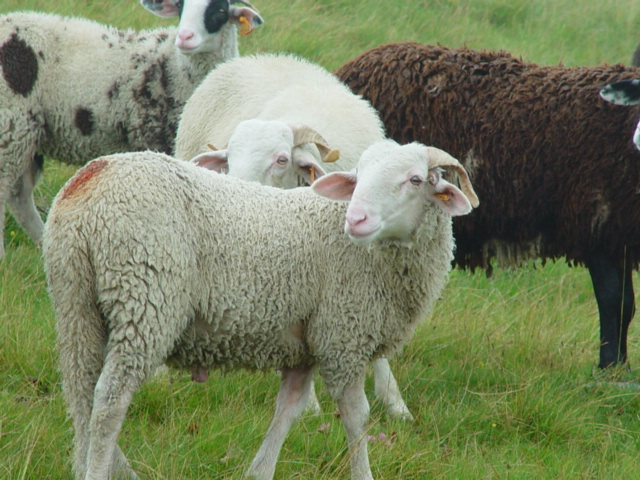
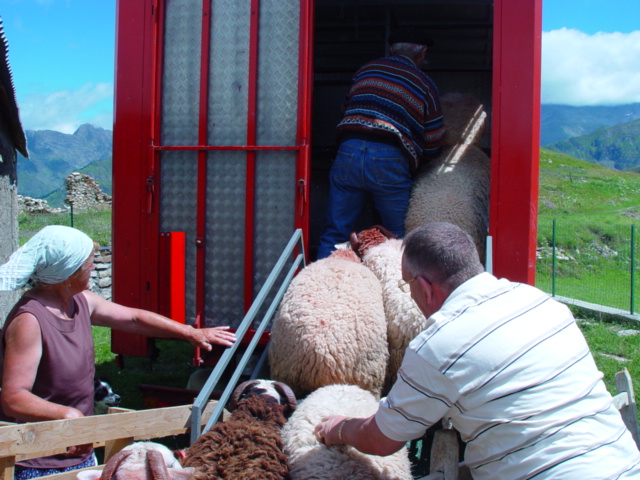
Chargement, près de Gavarnie, de moutons barégeois pour l'abattoir

## Mode
Au XIXe siècle la laine de Barèges est filée et tissée pour donner un cachemire sous la dénomination de barège. Très en vogue à Paris il fut copié en Angleterre sous le nom de barège anglais.

Barèges - Fête des bergers 15 août 2014 - Travail de la laine
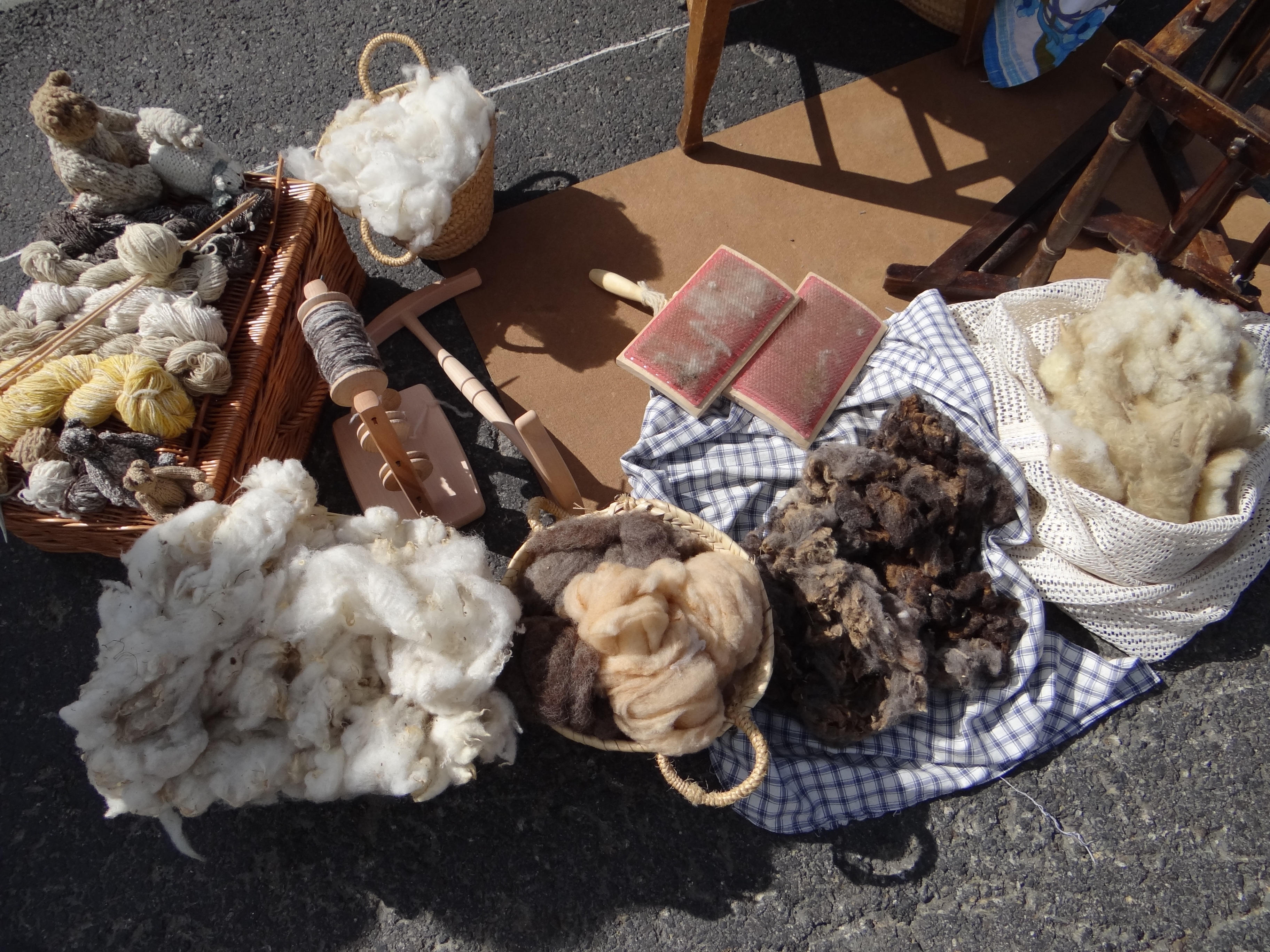
Laines de moutons
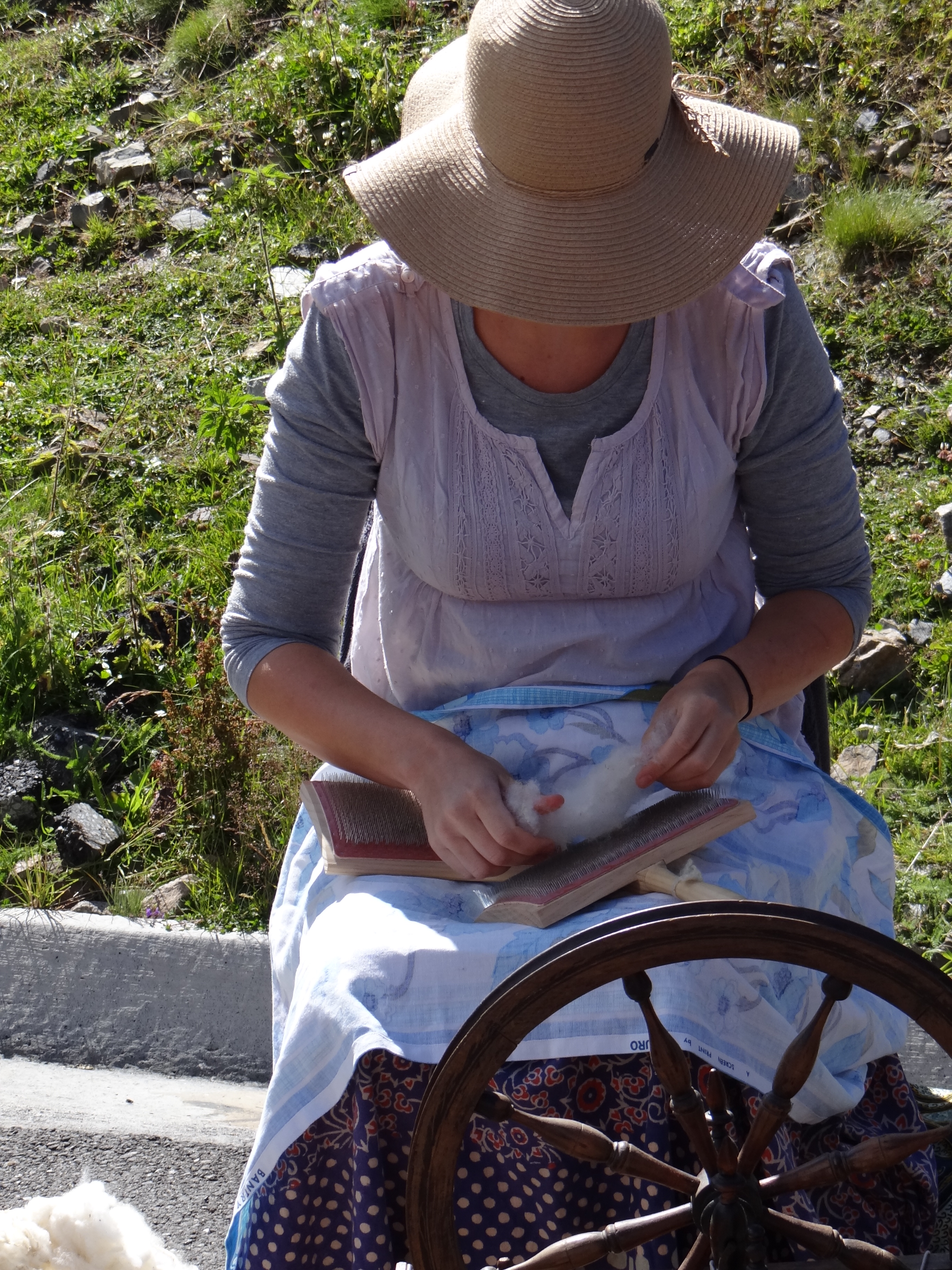
Le cardage
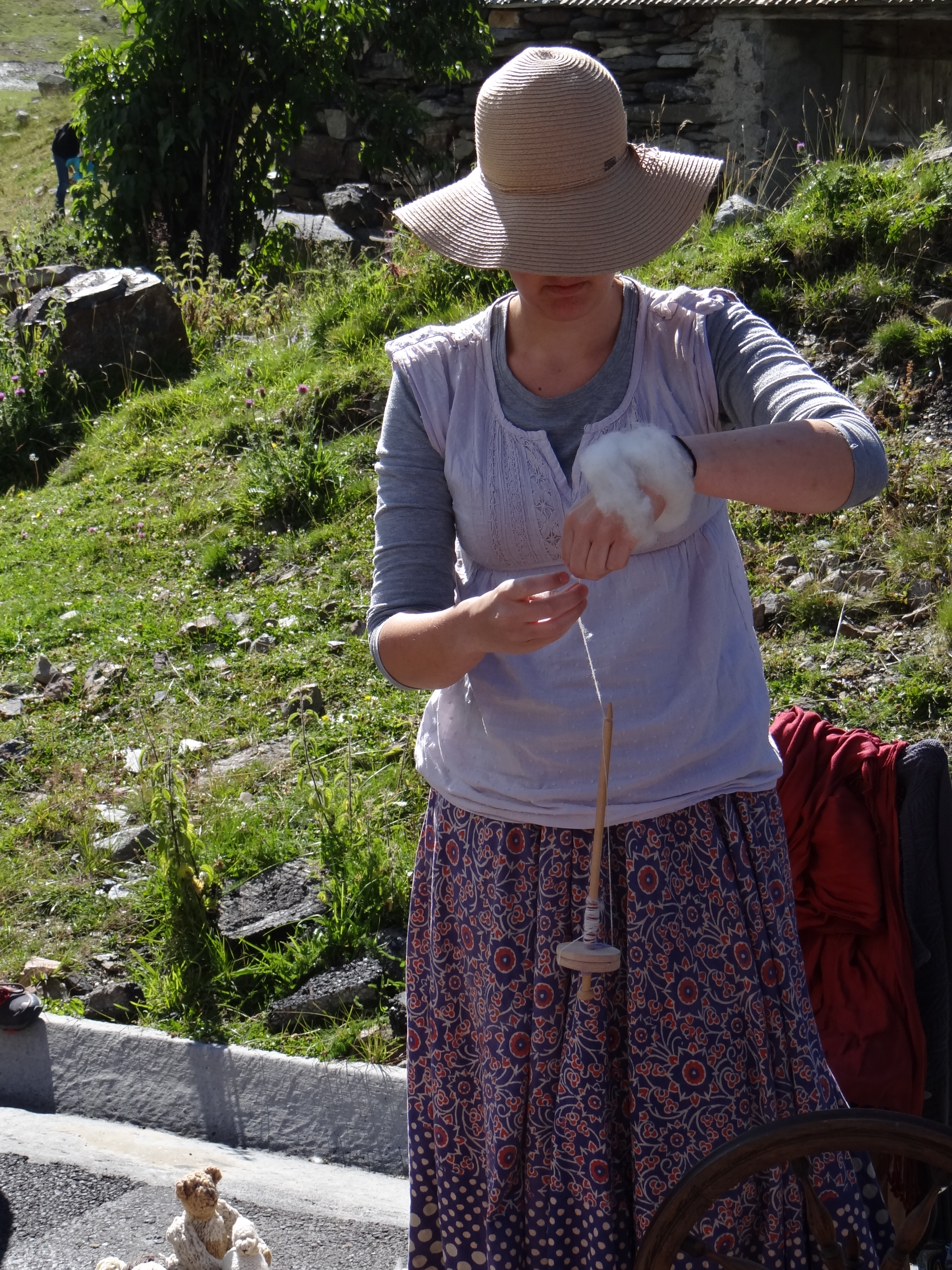
Filage au fuseau
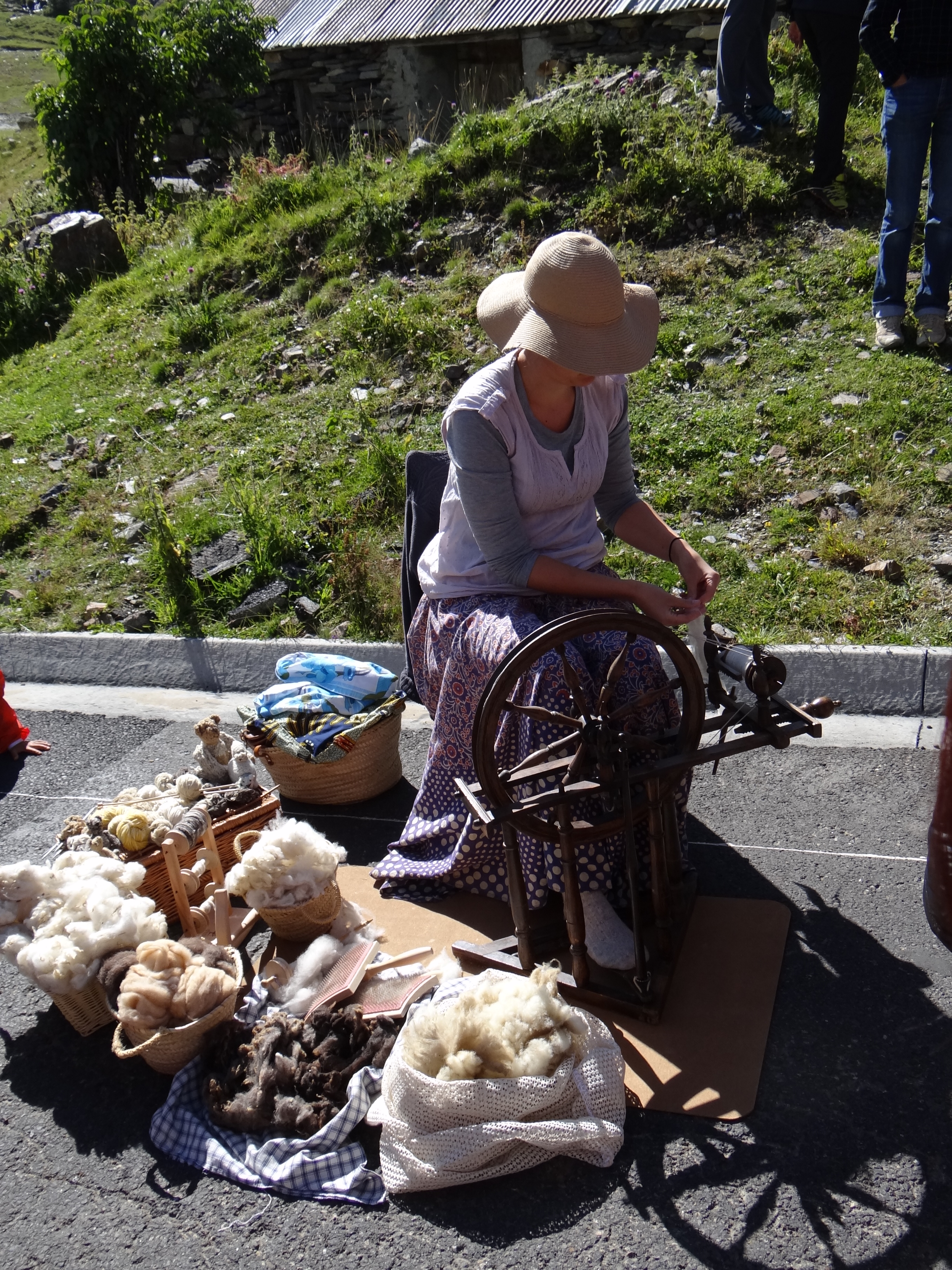
Filage au rouet

## Aptitudes
C'est une race à viande. La monte se fait au printemps et à l'estive, donnant des agneaux (1,3 en moyenne) de septembre à mars. Le produit de choix est le mouton qui redescend d'estive à 18-20 mois. Il a obtenu la reconnaissance de sa qualité par l'octroi de l'AOC Barèges-Gavarnie; cette race est inscrite comme seule bénéficiant de l'AOC. Ce signe de qualité et d'origine a sauvé la race et la pratique ancestrale menacées par les croisements industriels et la vente d'agneaux de lait.
La laine est fine mais peu fournie. Elle permet cependant une bonne protection en plein air à l'estive. C'est une race de haute montagne, maternelle, marcheuse et résistante. Elle a une bonne aptitude au désaisonnement.